# Березняківський провулок (Київ, хутір Березняки)
Березнякі́вський прову́лок — зниклий провулок, що існував у Дніпровському районі (на той час — Дарницькому) міста Києва, хутір Березняки. Пролягав від Березняківської вулиці до тупика.

## Історія
Провулок виник у середині ХХ століття, назву Березняківський набув у 1950-х роках, від Березняківської вулиці.
Стара забудова провулка була знесена у середині 1960-х років під час спорудження житлового масиву Березняки, офіційно ліквідований 1971 року.